# Golf Zero
Golf Zero est un jeu vidéo mêlant plates-fores et golf développé et édité par Colin Lane Games, sorti en 2017 sur iOS.

## Accueil
- Canard PC : 8/10[1]
- Pocket Gamer : 9/10[2]
- TouchArcade : 4,5/5[3]